# Адріан Д'якону
Адріан Д'якону (рум. Adrian Diaconu; 9 червня 1978, Плоєшті) — румунський боксер, призер чемпіонатів світу та Європи серед аматорів, чемпіон світу за версією WBC (2008 — 2009) у напівважкій вазі.

## Аматорська кар'єра
На чемпіонаті світу 1997 в категорії до 71 кг завоював бронзову медаль.
- В 1/16 фіналу переміг Юнг Бін Лім (Південна Корея) — 10-5
- В 1/8 фіналу переміг Серхіо Мартінеса (Аргентина) — 11-9
- У чвертьфіналі переміг Роберта Гортата (Польща) — 15-9
- У півфіналі програв Альфредо Дуверхелю (Куба) — 0-15

На чемпіонаті Європи 1998 завоював бронзову медаль.
- В 1/8 фіналу переміг Карой Балжаї (Угорщина) — 5(+)-5
- У чвертьфіналі переміг Сергія Хомицького (Білорусь) — 5-3
- У півфіналі програв Ерджументу Аслану (Туреччина) — 1-5

На чемпіонаті світу 1999 в категорії до 75 кг завоював срібну медаль.
- В 1/16 фіналу переміг Аріеля Ернандес (Куба) — 8-4
- В 1/8 фіналу переміг Антоніоса Яннуласа (Греція) — 5-0
- У чвертьфіналі переміг Андрія федчука (Україна) — 9-1
- У півфіналі переміг Акина Кулоглу (Туреччина) — 10-2
- У фіналі програв Уткірбеку Хайдарову (Узбекистан) — 1-6

На Олімпійських іграх 2000 переміг двох суперників, а у чвертьфіналі програв нокаутом Хорхе Гутьєрресу (Куба).

## Професіональна кар'єра
2001 року дебютував на професійному рингу. Більшість своїх поєдинків провів у Канаді проти суперників невисокого рівня. Не знаючи поразок, 2005 року у вісімнадцятому бою завоював вакантний титул чемпіона Канади у напівважкій вазі. Після цього завойовував титули WBC International, WBA–NABA та TAB.
19 квітня 2008 року в бою проти до того непереможного американця Кріса Генрі одностайним рішенням завоював титул «тимчасового» чемпіона WBC у напівважкій вазі. У липні 2008 року Д'якону отримав статус повноцінного чемпіона після того, як чинний чемпіон Чед Довсон (США) відмовився від титулу, щоб уникнути обов'язкового захисту.
У квітні 2009 року Д'якону провів нетитульний бій, а 19 червня 2009 року втратив титул чемпіона, програвши Жану Паскалю (Канада), програвши потім і матч-реванш 11 грудня 2009 року. Останній професійний бій Д'якону відбувся 21 травня 2011 року проти колишнього чемпіона Чеда Довсона, який переміг Д'якону одностайним рішенням суддів.